# Cultes Cargo

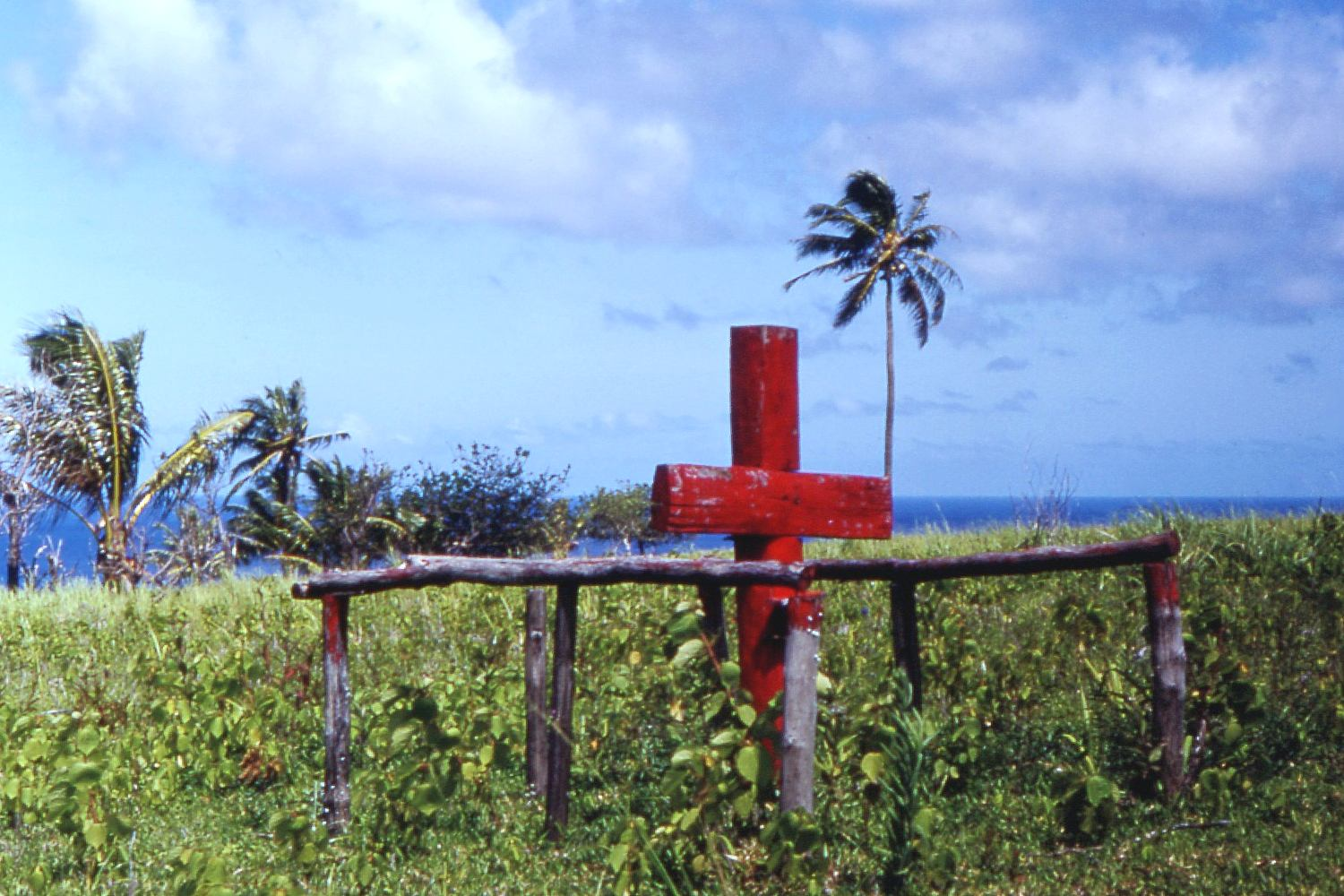
Vanuatu, 1967.

Amb el nom de cultes cargo es coneix un conjunt de creences i supersticions de tipus religiós que van aparèixer entre diverses tribus d'Austràlia i Melanèsia —especialment a Nova Guinea— després del seu contacte amb el món occidental. La paraula "cargo" prové de l'anglès i significa 'càrrega' en el sentit de mercaderia transportada.
Un exemple de culte cargo és la creença que una rèplica d'avió feta amb fems i bales de palla pot convocar els avions reals que porten queviures i altres béns..

## Noció i crítica del concepte
El cor dels cultes cargo és la creença que les manufactures occidentals que van arribar a les illes eren en realitat una creació d'esperits divins, destinades al benefici dels nadius. El control d'aquests béns, d'acord amb aquesta creença, havia quedat en mans dels blancs.
El cargo és entès com un reconeixement dels avantpassats al comportament dels nadius. Per això, un dels trets principals dels cultes cargo és l'esperança que els avantpassats vindran alguna vegada a lliurar a la comunitat de creients béns de molt més valor. En algunes illes, com a Tanna (Vanuatu), els membres del culte cargo local creuen que els nord-americans són els portadors dels béns.
Tanmateix, treballs més recents han debatut la idoneïtat del terme culte cargo argumentant que no es refereix a una realitat empírica identificable, i que l'èmfasi en el "cargo" diu més sobre el biaix ideològic occidental que no pas sobre els moviments en qüestió. Nancy McDowell argumenta que el focus en el culte cargo aïlla el fenomen de l'àmbit social i cultural més ampli (com la política i l'economia) que li dona sentit. Afirma que les persones experimenten el canvi com a dramàtic i complet, més que com a gradual i evolutiu. Aquesta sensació d'una ruptura dramàtica s'expressa a través de la ideologia del culte cargo.
Lamont Lindstrom duu aquesta anàlisi un pas més enllà a través del seu examen del "cargoisme", el discurs d'Occident sobre els cultes cargo. La seva anàlisi es refereix a la fascinació occidental pel fenomen tant en l'escriptura acadèmica com en la popular. Segons la seva opinió, el mateix nom culte cargo és profundament problemàtic per la seva connotació pejorativa d'endarreriment, ja que imputa un objectiu (la mercaderia) obtingut per mitjans equivocats (el culte). En canvi, l'objectiu real no és tant obtenir béns materials com crear i renovar relacions socials amenaçades. Martha Kaplan argumenta a favor d'eliminar el terme del tot.

## Altres usos
La noció de culte cargo es fa servir actualment en l'àmbit sociopolític per referir-se a la tendència a creure que qualsevol representació d'una cosa és suficient per assolir la cosa mateixa.